# Antoni Koleński
Antoni Koleński (ur. 1847 lub 4 maja 1848 w Samborze, zm. 6 stycznia 1917 w Krośnie) – polski duchowny rzymskokatolicki, proboszcz, dziekan, kanonik. Radny powiatowy i miejski, działacz społeczny i niepodległościowy.

## Życiorys

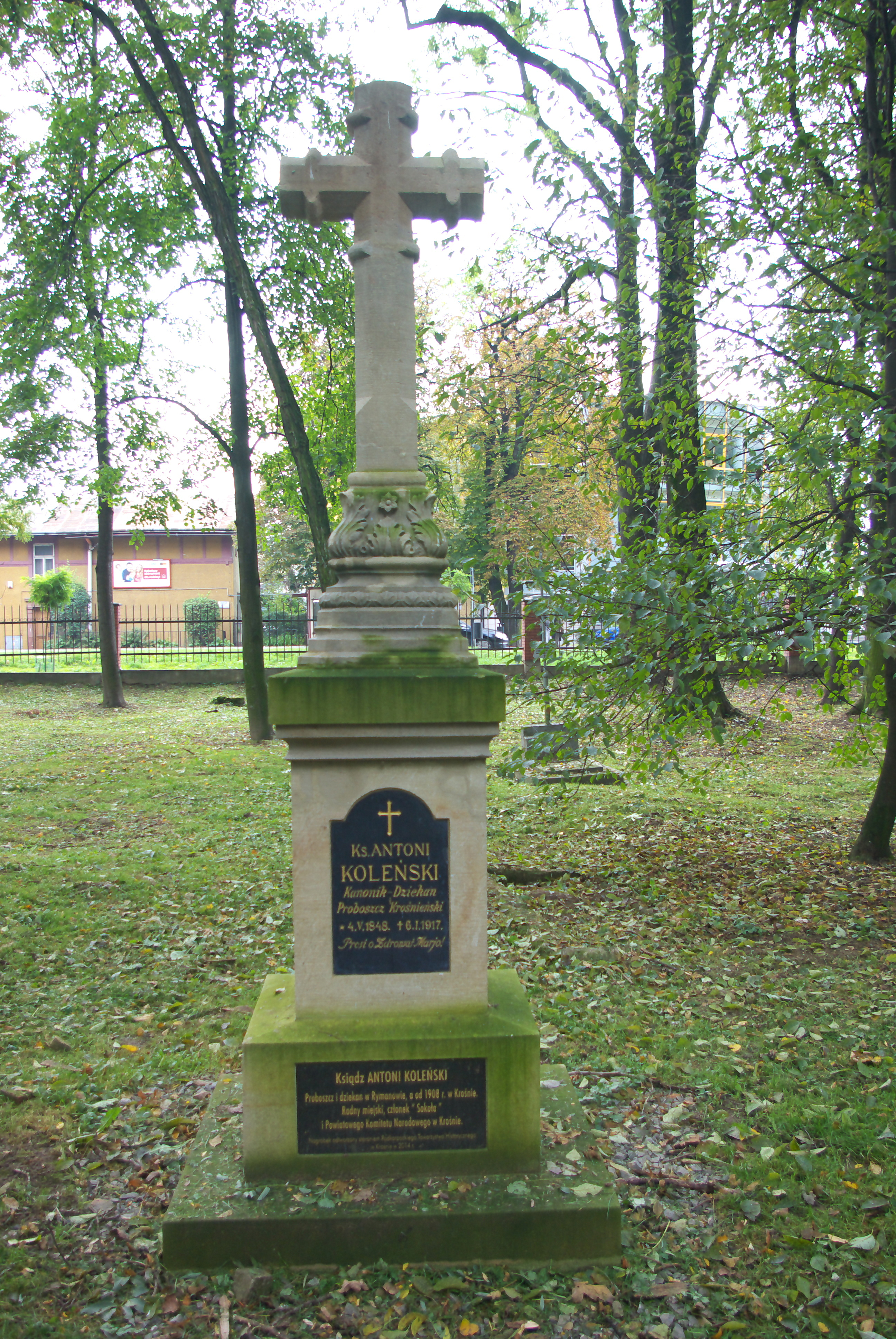
Nagrobek Antoniego Koleńskiego

Urodził się w 1847 w Samborze lub 4 maja 1848. W 1870 otrzymał święcenia kapłańskie i został duchownym rzymskokatolickim. Posługiwał w Parafii św. Wawrzyńca w Rymanowie, gdzie był wikariuszem, a od 1890 do 1908 proboszczem. Od 1891 był także dziekanem rymanowskim. Jego kandydatura była rozważana odnośnie do objęcia mandatu posła do Sejmu Krajowego Galicji po śmierci Jana Duklana Słoneckiego w 1896. Podczas służby w Rymanowie dokonał remontów kościoła i plebanii, wzniósł nowy ołtarz, nabył organy. Za jego sprawą w 1902 w Rymanowie osiadły siostry zakonne Służebniczki Najświętszej Marii Panny. 
Od 1890 był członkiem Rady c. k. powiatu sanockiego, wybrany z grupy gmin miejskich i pełnił mandat w kolejnych latach 1890, 1892, 1893, 1894, 1895, 1896, będąc wówczas członkiem wydziału powiatowego). Ponownie wybrany w 1903 z grupy gmin wiejskich, znów wybrany w 1907 z grupy gmin wiejskich.
Od 1908 do 1917 był proboszczem Parafii Trójcy Przenajświętszej w Krośnie. Był też dziekanem krośnieńskim. Prowadził prace remontowe tamtejszej bazyliki. Stał na czele rady nadzorczej Chrześcijańskiego Towarzystwa Wyrobu i Sprzedaży Szat Liturgicznych w Krośnie. Był członkiem Towarzystwa Powściągliwość i Praca. W Krośnie był radnym miejskim, członkiem Towarzystwa Gimnastycznego „Sokół”. Został delegowany z konsystorza biskupiego do zarządu Towarzystwa Kółek Rolniczych na okres trzechlecia 1899-1902. Był autorem publikacji pt. O współudziale Kółek rolniczych w walce przeciw alkoholizmowi, wydanej w broszurze nr 18 tegoż towarzystwa. 27 maja 1904 został wybrany członkiem zarządu Powiatowych Kółek Rolniczych w Sanoku. Podczas I wojny światowej był członkiem Powiatowego Komitetu Narodowego. Otrzymał godności R.M. (Rochettum et Mantolettum), E.C. (Expositorium Canonicale) i kanonika. 
Zmarł 6 stycznia 1917 w Krośnie. Został pochowany na Starym Cmentarzu w Krośnie. Jego nagrobek został odnowiony staraniem Podkarpackiego Towarzystwa Historycznego w Krośnie w 2014.